# Pahtasaari (ö i Näkkäläjärvi, Enontekis)
Pahtasaari, enaresamiska: Báktesuolu, är en ö i Finland. Den ligger i sjön Näkkäläjärvi och i kommunen Enontekis i den ekonomiska regionen  Fjäll-Lappland  och landskapet Lappland, i den norra delen av landet, 900 km norr om huvudstaden Helsingfors. Öns area är 0,9 hektar och dess största längd är 200 meter i nord-sydlig riktning.